# Halmeu
Halmeu là một xã thuộc hạt Satu Mare, România. Dân số thời điểm năm 2002 là 7363 người.